# Епархия Бондуку
Епархия Бондуку (лат. Dioecesis Bondukuensis) — епархия Римско-Католической церкви с центром в городе Бондуку, Кот-д’Ивуар. Епархия Бондуку входит в митрополию Буаке. Кафедральным собором епархии Бондуку является церковь святой Одилии.

## История
3 июля 1987 года Римский папа Иоанн Павел II выпустил буллу «Qui benignissimo Dei consilio», которой учредил епархию Бондуку, выделив её из епархии Абенгуру. В этот же день епархия Абенгуру вошла в митрополию Абиджана.
19 декабря 1994 года епархия Абенгуру вошла в митрополию Буаке.

## Ординарии епархии
- епископ Alexandre Kouassi (28.08.1987 — 15.12.1994, до смерти);
- епископ Félix Kouadjo (22.04.1996 — 6.05.2012, до смерти);
  - Sede vacante (2012—2019);
- епископ Bruno Essoh Yedoh (28.06.2019 — по настоящее время),

## Источник
- Annuario Pontificio, Libreria Editrice Vaticana, Città del Vaticano, 2003, ISBN 88-209-7422-3
- Булла Qui benignissimo Dei consilio  (лат.)